# Рюль, Феликс
Фриц Густав Феликс Рюль (нем. Fritz Gustav Felix Rühl; 12 августа 1910, Нехайм, Германская империя — 2 июня 1982, Леверкузен, ФРГ) — гауптштурмфюрер СС, служащий зондеркоманды 10b, входившей в состав айнзацгруппы D. После войны на Нюрнбергском процессе по делу об айнзацгруппах был приговорён к 10 годам заключения, но в 1951 году был освобождён.

## Биография
Феликс Рюль родился 12 августа 1910 года. Посещал гимназию и в 1926 году получил аттестат зрелости. До 1929 года работал торговым служащим в Луккенвальде и год жил в Великобритании. 1 декабря 1930 года в возрасте 20 лет вступил в НСДАП (билет № 408461). В то же время он стал членом Штурмовых отрядов (СА). С февраля 1931 по сентябрь 1933 года работал в суде в Луккенвальде. В сентябре 1932 года Рюль покинул ряды СА и в октябре 1932 года был зачислен в ряды СС (№ 51305). В 1933 году поступил на службу в гестапо. В 1935 году стал сотрудником СД. С 1935 года служил в отделении гестапо в Кёльне. С 1939 года возглавлял отдел контрразведки в Праге, а также в Брюнне. Рюль принадлежал к молодому поколению руководящих кадров СД и после отбора и рекомендации своих начальников проходил курсы в школе полиции безопасности и СД в Шарлоттенбурге.
В мае 1941 года был откомандирован в школу пограничной полиции в Прече, где присоединился к зондеркоманде 10b в составе айнзацгруппы D. Это подразделение, состоящее из 85 человек и 7 офицеров, возглавлял штурмбаннфюрер СС Алоис Перштерер. Вместе с командой Рюль участвовал в нападении на Советский Союз. Он занимал должность квартирмейстера, в задачи которого входило снабжение и расквартирование, а также отвечал за административные вопросы. 30 июня 1941 года Рюль достиг вместе с зондеркомандой территории Румынии, откуда айнзацгруппа D следовала за 11-й армией и румынскими войсками по мере их продвижения. 1 октября 1941 года он был заменён и вернулся в Берлин. Впоследствии служил в отделении гестапо в Аугсбурге. 
С 1947 по 1948 год был одним из 24 обвиняемых на процессе по делу об айнзацгруппах. Его защитником был адвокат Генрих Линк и ассистент доктор Курт Хельм. Судьёй на процессе выступал Майкл Мусманно. Обвинение в лице Бенджамина Ференца предъявило ему то, что Рюль некоторое время руководил подразделением, когда командир Першетерер, который якобы много пил, отсутствовал или был не в состоянии исполнять служебные обязанности. Это обвинение был основано на показаниях солдата из зондеркоманды. Так как сообвиняемый Гейнц Шуберт на процессе свидетельствовал, что Рюль не возглавлял зондеркоманду 10b в этот период, соответствующий пункт обвинения был отклонён как недоказанный («вне разумного сомнения»). Кроме того, непосредственное участие в акциях уничтожения в Черновцах 6 июля 1941 года и в Хотине в конце июля 1941 года не было доказано. 9 апреля 1948 года Рюль был оправдан по первым двум пунктам обвинения (преступления против человечества и военные преступления), учитывая то, что он состоял в зондеркоманде только три месяца и что его непосредственная ответственность за совершённые в то время подразделением убийства была не доказана. По третьему пункту (членство в преступных организациях) он был признан виновным и приговорён к 10 годам заключения. 31 января 1951 года Рюль был освобождён. После освобождения жил в Леверкузене.